# Jack Rollins
Jack Rollins, all'anagrafe Jack Rabinowitz (New York, 23 marzo 1915 – New York, 18 giugno 2015), è stato un produttore cinematografico e scenografo statunitense.

## Biografia
Ha lavorato insieme a Charles H. Joffe su molti famosi film di Woody Allen. Esordisce con Prendi i soldi e scappa nel 1969 e continuò a lavorare con il comico di New York per oltre 40 anni, producendo pellicole quali Io e Annie, Manhattan  e Hannah e le sue sorelle.
Risultava accreditato come co-produttore esecutivo, a 99 anni, anche in Magic in the Moonlight del 2014. Altri suoi successi sono stati quelli avuti con Dick Cavett e Robert Klein.